# ماركينيو
وإسمه الكامل ماركو أنطونيو دي ماتوس فيلهو (بالبرتغالية: Marco Antonio de Mattos Filho‏) وهو لاعب كرة قدم برازيلي بمركز الوسط المهاجم ولد في يوم 3 يوليو 1986 في مدينة باسو فوندو في البرازيل وهو يلعب حاليا مع نادي فلومينينسي كما لعب مع نادي روما وهيلاس فيرونا الإيطالي والأهلي السعودي و الاتحاد السعودي ولعب في البرازيل مع أندية يوفنتود و مع نادي إنترناسيونال و مع نادي غريميو بورتو أليغرينزي نادي فاسكو دا جاما ونادي بالميراس و مع نادي بوتافوغو ريغاتاس ونادي فيغورينسي ونادي فلومينينسي ويبلغ طوله 182 سم.

## روابط خارجية
- ماركينيو على موقع قاعدة بيانات كرة القدم.إي يو (الإنجليزية)
- ماركينيو على موقع Soccerway.com (الإنجليزية)
- ماركينيو على موقع عالم كرة القدم.نت (الإنجليزية)
- ماركينيو على موقع AS.com (الإسبانية)